# Liu Zige
Liu Zige (Shanghai, 31 maart 1989) is een Chinese zwemster en voormalig olympisch kampioene op de 200 meter vlinderslag. Deze titel behaalde ze op de Olympische Zomerspelen 2008 in Peking. Op deze afstand is Liu tevens houdster van het wereldrecord op zowel de korte- als de langebaan. Ze deed eveneens mee aan de Olympische Zomerspelen 2012 in Londen.

## Carrière
Bij haar internationale debuut, op de wereldkampioenschappen zwemmen 2005 in Montreal, werd Liu uitgeschakeld in de series van zowel de 50 als de 200 meter vlinderslag.
In 2008 behaalde ze als relatief onbekende goud op de 200 meter vlinderslag tijdens de Olympische Zomerspelen in Peking. Daar versloeg ze haar landgenote Jiao Liuyang en de Australische favoriete Jessicah Schipper. Controversieel was vooral het feit dat Liu een tijd getraind had onder Ken Wood, de coach van Schipper, en dat hij trainingsschema's had verkocht aan Liu's coach.
Tijdens de wereldkampioenschappen zwemmen 2009 in Rome sleepte Liu de zilveren medaille in de wacht op de 200 meter vlinderslag. In het najaar van 2009 verbeterde ze het wereldrecord op de 200 meter vlinderslag op zowel de kortebaan als de langebaan.
Op de wereldkampioenschappen kortebaanzwemmen 2010 in Dubai eindigde de Chinese als vierde op de 100 meter vlinderslag en als vijfde op de 200 meter vlinderslag. Samen met Zhao Jing, Zhao Jin en Tang Yi veroverde ze de wereldtitel op de 4x100 meter wisselslag.
In Shanghai nam Liu deel aan de wereldkampioenschappen zwemmen 2011. Op dit toernooi behaalde ze de bronzen medaille op de 200 meter vlinderslag, op de 100 meter vlinderslag eindigde ze op de zesde plaats.
Tijdens de Olympische Zomerspelen 2012 werd Liu achtste in de finale van de 200 meter vlinderslag. Op de wereldkampioenschappen kortebaanzwemmen 2012 in Istanboel veroverde de Chinese de zilveren medaille op de 100 meter vlinderslag, op de 200 meter vlinderslag eindigde ze op de vierde plaats.
In Barcelona nam Liu deel aan de wereldkampioenschappen zwemmen 2013. Liu zwom naar de wereldtitel op de 200 meter vlinderslag.

## Internationale toernooien
| Jaar | Olympische Spelen   | WK langebaan                             | WK kortebaan                                                  | PanPacs       |
| ---- | ------------------- | ---------------------------------------- | ------------------------------------------------------------- | ------------- |
| 2005 |                     | 37e 50m vlinderslag 20e 200m vlinderslag |                                                               |               |
| 2006 |                     |                                          | geen deelname                                                 | geen deelname |
| 2007 |                     | geen deelname                            |                                                               |               |
| 2008 | 200m vlinderslag    |                                          | geen deelname                                                 |               |
| 2009 |                     | 200m vlinderslag                         |                                                               |               |
| 2010 |                     |                                          | 4e 100m vlinderslag · 5e 200m vlinderslag · 4x100m wisselslag | geen deelname |
| 2011 |                     | 6e 100m vlinderslag · 200m vlinderslag   |                                                               |               |
| 2012 | 8e 200m vlinderslag |                                          | 100m vlinderslag · 4e 200m vlinderslag                        |               |
| 2013 |                     | 200m vlinderslag                         |                                                               |               |

## Persoonlijke records
Bijgewerkt tot en met 24 september 2013
Kortebaan
| Afstand          | Tijd    | Datum            | Plaats  |
| ---------------- | ------- | ---------------- | ------- |
| 100m vlinderslag | 56,13   | 14 november 2009 | Berlijn |
| 200m vlinderslag | 2.00,78 | 15 november 2009 | Berlijn |

Langebaan
| Afstand          | Tijd    | Datum           | Plaats   |
| ---------------- | ------- | --------------- | -------- |
| 100m vlinderslag | 57,57   | 25 juli 2011    | Shanghai |
| 200m vlinderslag | 2.01,81 | 21 oktober 2009 | Jinan    |